# Кауко Кяугкьо
Ка́уко Кя́угкьо (фін. Kauko Käyhkö, 5 квітня 1916, Петроград, Російська імперія — 8 квітня 1983, Еспоо, Фінляндія) — фінський співак, поет-пісняр, композитор і актор, за фахом — будівельник.

## Життєпис
Фінський співак і актор Кауко Кяугкьо народився у Санкт-Петербурзі у 1916. Предки його тата походили з волості Кесялагті (Північна Карелія). Невдовзі після народження майбутнього співака сім'я переїхала до Гельсінкі, де і минуло  дитинство Кяугкьо.
Уже з 13 років Кауко Кяугкьо почав писати музику і грати у різних джаз-оркестрах — спершу на ударних в оркестрі «Jazz Havaij» (1929—1931), відтак на банджо у «Fenix» (1931—1933), і, нарешті, на гитарі у «Amarillo» (1933—1936). 
У 1937 став солістом Dallapé-оркестру — найбільшого естрадно-джазового оркестру у Фінляндії 1930-х; у тому ж році він зробив сій перший запис як вокаліст — «Mustalaisvalssi». У цей період Кяугкьо також займався оперним співом під керівництвом співака Тойво Лоуко. Окрім того, брав уроки співу у Торільдо Брьодермана, Гейккі Тейттінена і в Італії у Манліо Маркантоні.
Кяугкьо був поранений в самому кінці Зимової війни, 8 березня 1940. Під час совєцько-фінської війни він працював у театрі і на Олонецькому радіо, що вела мовлення для солдатів фінської армії, а також очолював фронтову бригаду. Після війни продовжував роботу в театрі, на концертній естраді, і, крім того, дав три класичних концерти в кінці 1940-х.  
У 1948 — 1961 працював у радіотеатрі.  
З 1950 і до самої смерті співав у чоловічому вокальному ансамблі Kipparikvartetti (іншими учасниками ансамблю були Олаві Вірта, Тейо Йоутсела і Ауво Нуотіо).  
У 1950 одружився з гармоністкою Ейні Котіранта — триразовою переможницею фінських конкурсів гармоністок (1945, 1946 і 1947). 
Кяугкьо також був видатним автором пісень — так, він написав музику до пісень «Kangastus», «Tunturisatu», «Suviserenadi» і слова до пісень «Kissa vieköön» і «Orvokkeja äidille». За свідченням Петера фон Баха, існує більше 300 грамзаписів Кяугкьо. Крім власних композицій, він виконував також пісні інших авторів, наприклад Рейно Гелісмаа і Тойво Тіґранашен (« Moukan tuuri [Архівовано 4 липня 2021 у Wayback Machine.]», «Rovaniemen markkinoilla [Архівовано 17 грудня 2020 у Wayback Machine.]», «Kaksi vanhaa tukkijätkää [Архівовано 22 травня 2020 у Wayback Machine.]» та інші).  
У 1976 співак разом з оркестром Паулі Гранфельта записав свою останню сольну платівку «Kehuisit edes joskus». За рік до цього він записав чотири композиції з нагоди п'ятидесятиріччя від дня створення Dallapé-оркестра, солістом якого був у молодості, а також пісні «Irja» і «Tunturisatu». 
Окрім роботи на радіо і в театрі, Кауко Кяугкьо зіграв безліч ролей у кінофільмах.  
У 1961 залишив роботу в радіотеатрі і перейшов на телебачення, ставши продюсером, режисером і ведучим таких програм, як «Suvisattumia», «Syyssattumia», «Iltaa, että mätkähtää», «Hengähä tok» і «Viihdeviehe».  
У 1963 отримав премію Telvis як кращий телеведучий.  
У 1969 Кяугкьо залишив роботу на телебаченні. 
Залишив дві книги мемуарів: «Voi veljet! Kipparikvartetti» («О, брати! Kipparikvartetti», 1971) і «Dallapén tarina» («Розповідь про Dallapén-оркестр», 1976). 
Два записи Кяугкьо, «Rovaniemen markkinoilla» і «Rakastan sinua, elämä [Архівовано 15 вересня 2020 у Wayback Machine.]», отримали статус Золотого диска. 
Більшу частину свого життя артист прожив у Гельсінкі, в будинку № 20 по вулиці Аркадіанкату (район Цю-Тееле); нині на стіні цього багатоповерхового будинку, побудованого у 1924, встановлена меморіальна дошка, присвячена Кауко Кяугкьо.

## Псевдоніми
У різний час Кауко Кяугкьо використовував такі псевдоніми: 
- Eräs Erkki, Vanhempi
- Justeeri
- Kake
- Karri K.
- Kirsi K.
- Peacock Paul
- Pöllö
- Raikko K. / Käyhkö Kauko
- Vanha-Vaari

## Вибрані записи
- Kangastusta, 1940. Odeon.
- Älä sure tyttökulta, 1942. Odeon.
- Donna, vorrei morire, 1950. YLE: n äänite.
- Kalastaja-Eemelin valssi, 1950. Rytmi.
- On aivan sama, 1950. Rytmi.
- Kaksi vanhaa tukkijätkää, 1951. Rytmi.
- Topparoikka tulee, 1952. Rytmi.
- Mandalayn tiellä, 1955. Rytmi.
- Iltaloma Suezilla, 1956. Scandia.
- Unelmieni Torkkeli, 1958. Triola.
- Suviserenadi, 1961. Odeon.
- Luostarin puutarhassa, 1961. HMV.
- Rakastan sinua, elämä, 1963. Rytmi.
- Tapiolan tanhuvilla, 1963. Rytmi.
- Kaikuen kellot nyt soivat, 1965. HMV.
- Satu, 1966. Odeon.
- Kurjet saapuvat, 1968. Hymysävel.
- 10 henttua, 1968. Rytmi.
- Lemmenjoella paistoi kuu, 1969. Rytmi.
- Laulu oravasta, 1973. Sävel.
- Irja, 1975. Blue Master.
- Iloinen kulkuri, 1976. Blue Master.

## Фільмографія
- Лютневий маніфест / Helmikuun manifesti (1939)
- Серенада на військовій трубі / Serenaadi sotatorvella (1940)
- Дами садиби / Kartanon naiset (1944)
- Сажа і золото / Nokea ja kultaa (1945)
- Молодість в тумані / Nuoruus sumussa (1946)
- Дівчина тижня / Viikon tyttö (1946)
- Крізь туман / Läpi usvan (1948)
- Герой як герой / Sankari kuin sankari (1948)
- Сімнадцятирічна Ірмелі / Irmeli, seitsentoistavuotias (1948)
- Наречена Калле Аалтонена / Kalle Aaltosen morsian (1948)
- Відважні бомбометальники / Pontevat pommaripojat (1949)
- Господар грає на гармошці / Isäntä soittaa hanuria (1949)
- Майя шукає мелодію / Maija löytää sävelen (1950)
- Танці на могилах / Tanssi yli hautojen (1950)
- Прекрасна Веєра, або балада з озера Сайма / Kaunis Veera eli ballaadi Saimaalta (1950)
- Просто співаючі хлопці / Vain laulajapoikia (1951)
- Злочин на радіо / Radio tekee murron (1951)
- Людина зі ста мечами / Sadan miekan mies (1951)
- Ласкаво просимо на ранкову каву / Tervetuloa aamukahville eli tottako toinenkin puoli? (1952)
- Маленький трактир на плоту / On lautalla pienoinen kahvila (1952)
- Kipparikvartetti (1952)
- Султан з Рантасалмі / Rantasalmen sulttaani (1953)
- Сенні і султан Саволакс / Senni ja Savon sulttaani (1953)
- Товста шкіра / Paksunahka (1958)
- Великий парад мелодій / Suuri sävelparaati (1959)

## Цікаві факти
Кауко Кяугкьо написав низку пісень під псевдонімом K. Raikko, проте через деякий час з'ясувалося, що до Кяугкьо під цим псевдонімом вже працювала авторка пісень Ельбі Гяккінен, сестра оперної співачки Мір'ям Гелін.  
В результаті, згідно з рішенням суду, авторські права на ці пісні відійшли до Гяккінен, незважаючи на те, що вони були написані Кяугкьо. 